# Nida vittidorsa
Nida vittidorsa là một loài bọ cánh cứng trong họ Cerambycidae.